# Batalha de Jarmuque

Mapa da invasão muçulmana do Levante

A batalha de Jarmuque (em árabe: معركة اليرموك; romaniz.: maerakat al-Yarmuk/Yarmuq), também citada em grego como Hieromiax (Ἱερομύαξ) ou Iermucas (Ιερμουχάς), foi uma grande batalha entre as tropas árabes do Califado Ortodoxo e os exércitos do Império Bizantino. Envolveu uma série de combates que duraram seis dias, de 15 a 20 de agosto de 636, travados perto do rio Jarmuque, a sudeste do mar da Galileia, no que é atualmente a fronteira entre a Síria e a Jordânia e não muito longe das fronteiras do Líbano e Israel.
O resultado da batalha foi uma vitória total muçulmana que acabou com o domínio bizantino na província romana da Síria. É considerada uma das batalhas mais decisivas da história militar e foi o ponto mais alto da primeira vaga das conquistas islâmicas que se seguiram à morte de Maomé, prenunciando o rápido avanço muçulmano no Levante, que na altura era cristão.
O imperador bizantino Heráclio tinha enviado uma expedição numerosa para o Levante em maio de 636, com o objetivo de travar o avanço muçulmano iniciado dois anos antes e de recuperar os territórios perdidos. À medida que o exército bizantino se aproximava, os Árabes retiraram da Síria e reagruparam todas as suas forças nas planícies de Jarmuque perto da Arábia, onde, depois de terem recebido reforços, derrotaram as tropas bizantinas numericamente superiores. A batalha é considerada uma das maiores vitórias de Calide ibne Ualide e cimentou a sua reputação como um dos maiores estrategos e comandantes de cavalaria da história.

## Contexto

### Guerras bizantino-sassânidas
Em 610, durante a última guerra bizantino-sassânida, Heráclio (r. 610–641) tornou-se imperador depois de destronar Focas (r. 602–610). Entretanto, os Persas Sassânidas conquistaram a Mesopotâmia e em 611 devastaram a Síria e entraram na Anatólia, ocupando Cesareia. No mesmo ano, Heráclio logrou expelir os invasores da Anatólia, mas sofreu uma derrota decisiva em 613 quando lançou uma grande ofensiva na Síria para os expulsar definitivamente.
Ao longo da década seguinte, os Persas conquistaram a Palestina e o Egito. Entretanto, Heráclio reconstruiu o seu exército e, nove anos depois, em 622, contra-atacou. Depois de várias vitórias esmagadoras sobre os Persas e seus aliados no Cáucaso e na Arménia, em 627 Heráclio lançou uma ofensiva de inverno na Mesopotâmia, obtendo uma vitória decisiva na Batalha de Nínive que colocou sob ameaça a capital sassânida, Ctesifonte. Desacreditado por uma série de desastres, o xá Cosroes II (r. 590–628) foi destronado e morto num golpe de estado liderado pelo seu filho Cavades II (r. 628), que imediatamente procurou negociar a paz com os Bizantinos, concordando em se retirar de todos os territórios ocupados. Heráclio devolveu então a Vera Cruz a Jerusalém — que havia sido levada durante a conquista da cidade em 614 — numa cerimónia majestosa.

### Sucessão de Maomé
Entretanto, o ambiente político na Arábia tinha mudado rapidamente. O  profeta Maomé iniciou sua pregação do Islão e, em 630, tinha conseguido reunir a maior parte da região sob uma única autoridade política. Quando morreu, em 632, Abacar (r. 632–634) foi eleito califa e seu sucessor político. Esta sucessão não foi pacífica, pois pouco depois várias tribos árabes revoltaram-se e foram combatidas pelo novo califa, conflitos que viriam a ser conhecidos por Guerras Ridda e que se prolongariam por 632 e 633. Abacar acabou vitorioso e logrou reunir a Arábia sob a autoridade do califado de Medina.
Uma vez subjugados os rebeldes, Abacar iniciou uma guerra de conquista, começando pelo Sauade (atual Iraque), para onde enviou seu general mais proeminente, Calide ibne Ualide. Ele conquistou a região numa série de campanhas contra os Persas Sassânidas, aumentando a confiança do califa. Após Calide ter estabelecido a sua base no Sauade, Abacar apelou às armas para invadir a Síria em fevereiro de 634. A invasão islâmica da região foi um conjunto de operações militares cuidadosamente planeadas e bem coordenadas, que privilegiaram a estratégia sobre a força para lidar com as medidas defensivas bizantinas. Contudo, os Árabes rapidamente concluíram que os seus exércitos eram muito pequenos para enfrentar a resposta bizantina, o que levou os comandantes a pedir reforços. Abacar ordenou então a Calide  que saísse do Sauade levando reforços para a Síria, onde deveria comandar a invasão. Em julho de 634, os Bizantinos sofreram uma derrota decisiva em Ajenadaim (a oeste de Jerusalém, no vale de Elá). Damasco caiu dois meses depois, seguindo-se a batalha de Fahl (ou de Pela, atualmente Tabacate Fal, na Jordânia), na qual a última guarnição significativa bizantina na Palestina foi desbaratada.
O califa Abacar morreu em 634. O seu sucessor, Omar (r. 634–644), estava determinado a continuar a expansão do califado para o interior da Síria. Apesar das campanhas anteriores lideradas por Calide terem sido bem sucedidas, o general foi substituído no comando por Abu Ubaidá ibne Aljarrá. Tendo consolidado o controlo do sul da Palestina, as tropas muçulmanas avançaram para norte ao longo da rota comercial local. Tiberíades e Heliópolis caíram sem grande resistência e em seguida foi conquistada Emesa (atual Homs), no início de 636. Daí, os muçulmanos prosseguiram as suas conquistas ao longo do Levante.

### Contra-ataque bizantino
Tendo-se apoderado de Emesa, os muçulmanos encontravam-se já muito perto dos redutos bizantinos de Alepo e de Antioquia, a capital regional onde residia Heráclio. Seriamente alarmado com a sucessão de revezes, Heráclio preparou um contra-ataque para reconquistar os territórios perdidos. Em 635, o xá Isdigerdes III (r. 632–651) negociou uma aliança com o imperador bizantino que foi selada através do casamento da sua filha, Maniane com o herdeiro sassânida, um antigo costume romano para cimentar alianças. Enquanto Heráclio preparava uma ofensiva em larga escala no Levante, Isdigerdes deveria levar a cabo um contra-ataque simultâneo no Sauade, no que pretendia ser um esforço conjunto bem coordenado. Porém, quando os Bizantinos lançaram a sua ofensiva em maio de 636, os Persas não conseguiram cumprir a sua parte do acordo, provavelmente devido ao desgaste do seu governo. Em 26 de maio de 636 Teodoro Tritírio e as suas tropas chegam de Emesa e acampam onde é a actual Quiçué (Kiswe). No percurso avançam pelos montes Golã. Os muçulmanos retiram-se para o que é hoje Der'a, de onde podem conter os avanços para sul dos bizantinos.
Os preparativos bizantinos para a grande ofensiva começaram no final de 635 e, em maio de 636, Heráclio tinha uma grande força concentrada em Antioquia, no norte da Síria. As tropas reunidas incluíam contingentes de Bizantinos, Eslavos, Francos, Georgianos, Arménios e Árabes cristãos (os Gassânidas). Estavam divididas em cinco exércitos, cujo comandante conjunto era Teodoro Tritírio. O general arménio Vaanes, antigo comandante da guarnição de Emesa, foi nomeado comandante geral em campo e tinha sob o seu comando um exército exclusivamente arménio. Bucinador (Canatir), um príncipe eslavo, comandava os Eslavos e Jabalá ibne Alaiam, rei dos Gassânidas, comandava uma unidade exclusivamente árabe. Os restantes contingentes, todos europeus, foram colocados sob o comando de Gregório e Dairjan, enquanto que o próprio Heráclio supervisionava as operações a partir de Antioquia. As fontes bizantinas mencionam ainda Nicetas, filho do general persa Sarbaro, como um dos comandantes, mas não é certo qual seria o exército que ele comandava.

Mapa das movimentações militares bizantinas e muçulmanas no Levante entre 635 e a véspera da batalha de Jarmuque

Nessa altura, o exército do Califado Ortodoxo estava dividido em quatro grupos: um sob o comando de Anre ibne Alas na Palestina, outro comandado por Xurabil ibne Haçana na Jordânia, outro por Iázide ibne Abi Sufiane na região de Cesareia-Damasco e, por último, outro comandado por Abu Ubaidá e Calide em Emesa. Como as forças muçulmanas estavam separadas geograficamente, Heráclio decidiu atacar tentando tirar partido dessa situação. Em vez de se envolver numa batalha em campo aberto, planeou a ofensiva a partir de uma posição central, concentrando grandes forças contra cada uma das unidades muçulmanas antes que elas conseguissem agrupar. Heráclio contava recapturar o território perdido forçando o inimigo a se retirar ou destruindo forças inimigas separadamente. Foram enviados reforços para Cesareia comandados por Constantino III, filho de Heráclio, provavelmente para bloquear as tropas de Iázide que cercavam a cidade. O exército imperial bizantino partiu de Antioquia e do norte da Síria em data incerta de meados de junho de 636.
O exército imperial deveria levar a cabo o seguinte plano:
- Os Gassânidas de Jabalá, equipados com armamento leve, marchariam de Alepo para Emesa via Hama e travariam o principal exército muçulmano em Emesa.
- Dairjan faria um movimento de flanco, deslocando-se entre a costa e a estrada de Alepo, e aproximar-se-ia de Emesa por ocidente, atacando o flanco esquerdo dos muçulmanos quando estes tivessem Janla pela frente.
- Gregório atacaria o flanco direito dos muçulmanos, aproximando-se de Emesa por nordeste, vindo pela Mesopotâmia.
- Bucinador marcharia ao longo da estrada costeira e ocuparia Beirute, de onde atacaria Damasco, mal defendida, por ocidente, para bloquear o principal exército muçulmano em Emesa;
- A unidade de Vaanes serviria de reserva e aproximar-se-ia de Emesa via Hama.[44]

## Estratégia dos muçulmanos

Négede sobreposto às fronteiras da Arábia Saudita. O Négede histórico, contudo, ainda era mais extenso, projetando-se consideravelmente para sudeste

Desde o início das invasões que a estratégia muçulmana consistia em forçar os bizantinos a enviar o maior número de tropas possível para a Síria, de modo a aí poderem obter uma vitória militar decisiva. Ao contrário dos bizantinos, que optavam por avanços cautelosos procurando tirar partido das condições naturais de defesa do terreno, os muçulmanos procuravam ativamente entrar em combate.
Os Árabes descobriram os preparativos de Heráclio em Xaizar através de prisioneiros bizantinos. Quando souberam do contra-ataque, os muçulmanos evacuaram Hims (Emesa) e Damasco. Alertado para a possibilidade de ser apanhado com forças divididas que podiam ser derrotadas mais facilmente, Calide convocou um conselho de guerra no qual recomendou a Abu Ubaidá que retirasse as tropas da Palestina, do norte e do centro da Síria, concentrando todo o exército ortodoxo num só lugar. Abu Ubaidá ordenou então reunião de todas as tropas na vasta planície perto de Gabita, cujo controlo tornava possíveis as cargas de cavalaria e facilitava a chegada de reforços enviados por Omar. O local era também adequado ao posicionamento de uma força poderosa e unida para fazer frente aos exércitos bizantinos e beneficiava da proximidade com o reduto ortodoxo de Négede em caso de retirada. Foram dadas instruções para devolver a jizia (tributo) a quem o tivesse pago.
Todavia, após a concentração em Gabita, os muçulmanos foram alvo de raides pelas forças gassânidas pró-bizantinas. Acampar na região era também precário, pois em Cesareia encontrava-se uma forte guarnição bizantina que podia atacar a retaguarda muçulmana enquanto estivesse em combate com o corpo principal do exército bizantino. Seguindo o conselho de Calide, as tropas muçulmanas se retiraram para Dara (Dara'ah) e Dair Aiube (Dayr Ayyub), cobrindo o território entre as gargantas do Jarmuque e as planícies de lava de Harra e estabelecendo uma linha de acampamentos na parte oriental da planície de Jarmuque. Esta nova posição defensiva era forte e as manobras espicaçaram ambos os lados para uma batalha decisiva, do tipo que os Bizantinos tentavam evitar. Durante aquelas manobras não houve combates, à exceção de algumas escaramuças menores entre a elite da cavalaria ligeira de Calide e a guarda avançada bizantina.

## Campo de batalha
O campo de batalha encontra-se cerca de 65 km a sudeste dos montes Golã, uma região montanhosa atualmente situada na fronteira entre Israel, Jordânia e Síria, a leste do mar da Galileia. Os combates ocorreram na planície de Jarmuque, limitada a ocidente por uma ravina profunda conhecida como Uadi al-Rica (Wadi-al-Riqqa), com cerca de 200 metros de profundidade. Esta ravina junta-se a sul ao rio Jarmuque, um afluente do Jordão com margens muito inclinadas e altas e ravinas que vão dos 30 aos 200 metros de altura. A norte situava-se a estrada de Gabita e, a leste, já fora do campo de batalha, as colinas de Azra. Existia apenas uma elevação no campo de batalha: uma colina com 100 metros de altura conhecida como Tel al Jumm'a ("colina da reunião" em árabe), onde se concentraram as tropas muçulmanas, que dali tinham uma visão aberta sobre a toda a planície.
Só era possível cruzar a ravina ocidental em determinados pontos. Em 636 havia uma única passagem, uma ponte perto da atual aldeia de Cafirulma. Em termos logísticos, a planície de Jarmuque tinha bastante água e pastagens para sustentar ambos os exércitos e era excelente para manobras de cavalaria.

## Disposição das tropas
A maior parte dos registos muçulmanos antigos refere que as forças do califado tinham entre 24 000 e 40 000 homens e que os Bizantinos tinham entre 100 000 e 400 000 homens. As estimativas contemporâneas variam. A maior parte delas aponta para 80 000 a 150 000 Bizantinos, havendo alguns historiadores que sugerem apenas 50 000 ou mesmo 15 000 a 20 000 homens. As estimativas para o exército ortodoxo situam-se entre 25 000 e 40 000. Estes números resultam do estudo das capacidades logísticas dos combatentes, a sustentabilidade das suas bases de operações e dos constrangimentos gerais de recursos humanos que afetavam os Bizantinos e os Árabes. Contudo, grande parte dos historiadores concorda que o exército bizantino e os seus aliados eram numericamente superiores aos muçulmanos por uma margem muito significativa.

### O exército ortodoxo

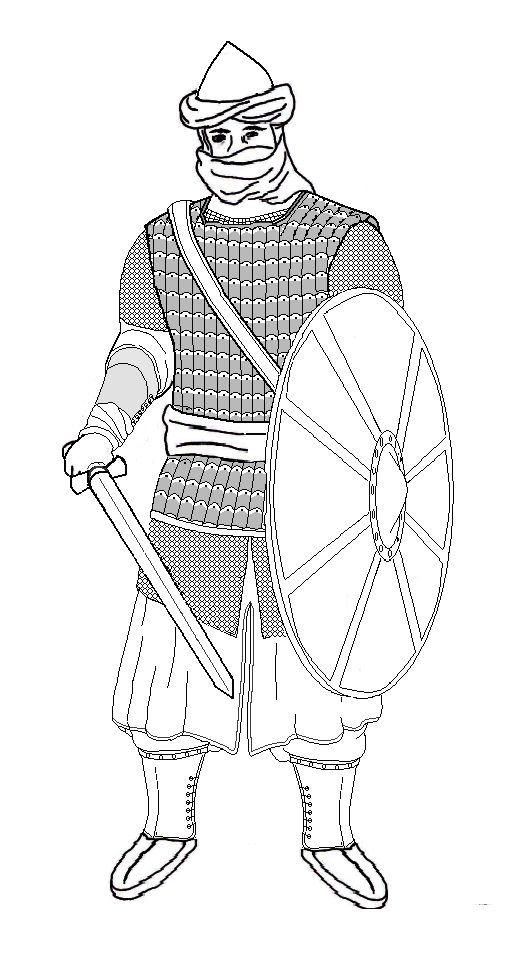
Reconstituição do armamento e vestuário protetor dum soldado de infantaria de elite do exército ortodoxo

Durante um conselho de guerra, o comando do exército islâmico foi transferido para Calide por Abu Ubaidá, o comandante em chefe do exército muçulmano. Após assumir o comando, Calide reorganizou o exército em 36 regimentos de infantaria e quatro regimentos de cavalaria, ficando a sua unidade de cavalaria de elite — a guarda móvel — como reserva. As tropas foram organizadas segundo a Tabi'a, uma formação apertada defensiva de infantaria, e os soldados, alinhados numa frente de doze quilómetros virados para oeste, com o flanco esquerdo a sul do rio Jarmuque, 1,5 km antes do local onde começavam as ravinas de Wadi al Allan. O flanco direito encontrava-se na estrada de Gabita, a norte da colina de Tel al Jumm'a, com as divisões substancialmente espaçadas entre elas de forma a que a ficassem de frente para a linha de batalha bizantina situada a 13 km. A formação central do exército era comandada por Abu Ubaidá na parte esquerda e Xurabil na parte direita. A ala esquerda era comandada por Iázide e a ala direita, por Anre ibne Alas.
O centro e as alas esquerda e direita foram guarnecidas com regimentos de cavalaria, para serem usados como reserva para contra-atacar no caso de serem empurrados para trás pelos Bizantinos. Atrás do centro ficou a guarda móvel sob o comando pessoal de Calide. Quando o general estivesse muito ocupado com o comando do exército geral, Darar ibne Alazuar assumiria o comando da guarda móvel. No decurso da batalha, Calide faria, repetidamente, uso decisivo desta sua reserva montada. Foram enviados vários batedores para manterem os Bizantinos sob observação. No final de Julho, Vaanes enviou Jabalá, com as suas tropas ligeiras em reconhecimentos em força, sendo no entanto repelido pela guarda móvel. Depois destas escaramuças não voltaram a ocorrer confrontos durante um mês.

#### Armamento
Os elmos usados pelos muçulmanos incluíam exemplares dourados similares aos prateados dos Sassânidas. Para proteger a face e pescoço eram usadas cotas de malha, quer penduradas do elmo (barbote ou babeira), quer como touca. As sandálias de couro grosso e sandálias-botas, de tipo romano, eram também de uso corrente entre os soldados muçulmanos. As armaduras podiam ser de couro endurecido, armaduras lamelares ou de cota de malha. Os soldados de infantaria dispunham de armaduras mais pesadas do que os cavaleiros. Eram usados grandes escudos de madeira ou de verga e lanças com hastes compridas (2,5 para a infantaria e 5,5 para a cavalaria). A infantaria usava principalmente espadas curtas, como os gládios romanos, enquanto que as espadas compridas eram geralmente utilizadas pelos cavaleiros, penduradas em cinturões. Os arcos tinham cerca de dois metros quando soltos, de tamanho semelhante aos famosos arcos longos ingleses (longbow). O alcance máximo do arco tradicional árabe era de cerca de 150. Os primeiros arqueiros muçulmanos, demonstraram ser muito eficazes contra os ataques de cavalaria ligeira sem armadura, apesar de serem de infantaria e por isso não terem a mobilidade dos regimentos de arqueiros a cavalo.

### Exército bizantino
Poucos dias depois dos muçulmanos acamparem na planície de Jarmuque, o exército bizantino, precedido da cavalaria ligeira gassânida de Jabalá, avançou e montou acampamentos fortificados imediatamente a norte de Uadi al-Rica. O flanco direito do exército bizantino posicionou-se no extremo sul da planície, junto ao rio Jarmuque e a cerca de 1,5 antes do início das ravinas de Wadi al Allan. O flanco esquerdo posicionou-se a norte, a pouca distância do local onde começam as colinas de Gabita, e estava relativamente exposto. Vaanes dispôs o exército imperial virado para leste, numa frente com aproximadamente 13 km, tentando cobrir toda a área entre as gargantas do Jarmuque a sul e a estrada romana para o Egito a norte, deixando grandes espaços vazios entre as divisões bizantinas.

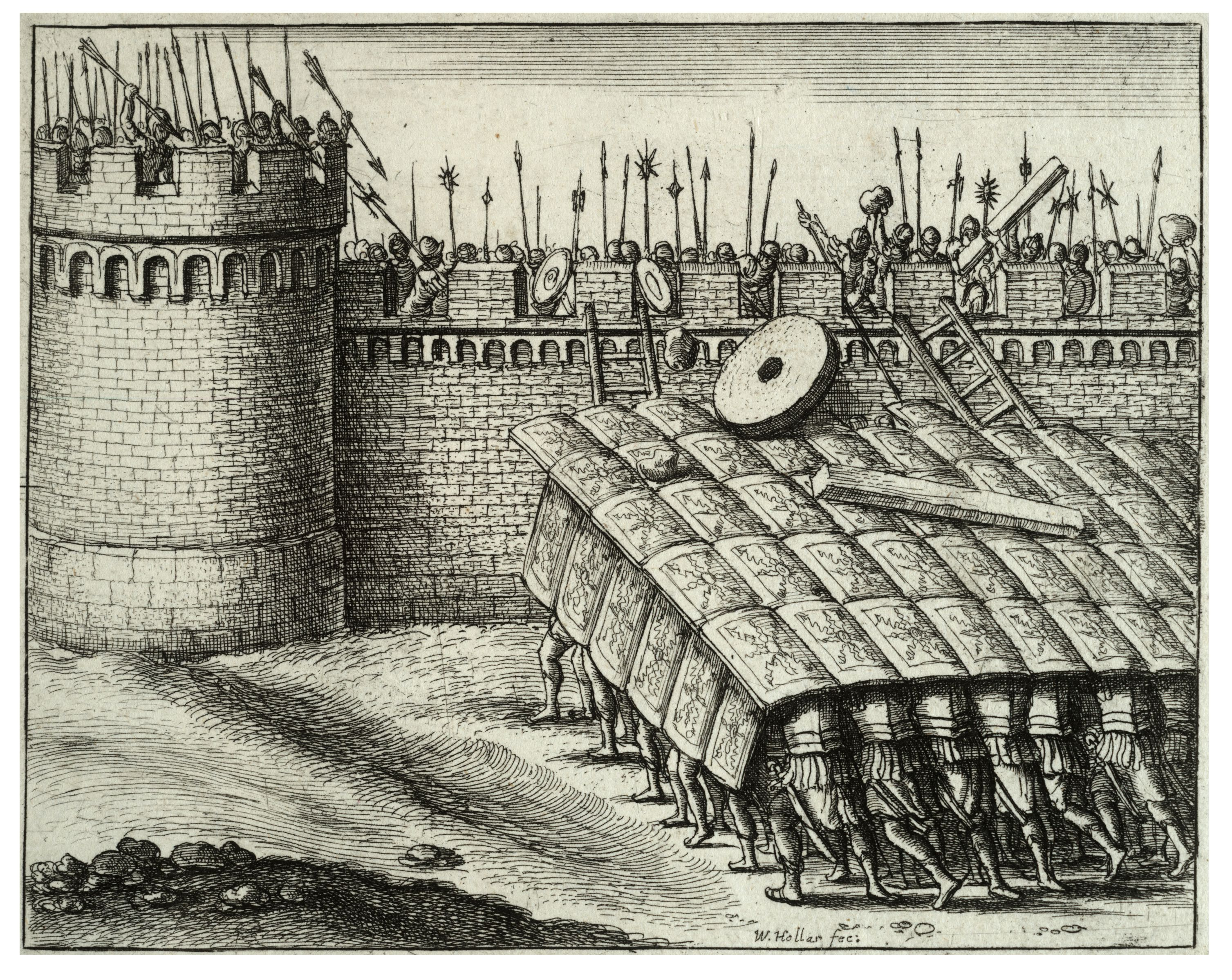
Representação do século XVII duma formação tartaruga

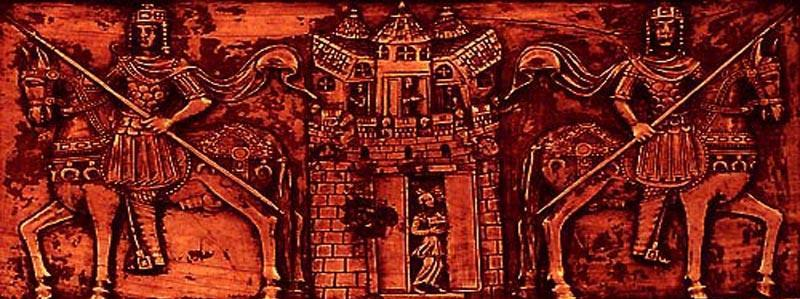
Representação estilizada de cavaleiros bizantinos ácritas

A ala direita era comandada por Gregório e a esquerda por Canatir. O centro era formado pelo exército de Dairjan e pelo exército arménio de Vaanes, ambos sob o comando geral de Dairjan. A cavalaria pesada regular bizantina, os catafractários, encontrava-se distribuída igualmente entre os quatro exércitos, tomando posições na retaguarda, como reserva, enquanto que a infantaria ocupava a parte da frente das formações. Vaanes enviou à frente a cavalaria de Jabalá, montada em cavalos e camelos, como força para combater escaramuças, ocultando o exército principal que seguia atrás. As antigas fontes muçulmanas relatam que Gregório teve que usar cadeias para prender entre si os seus soldados a pé, que tinham todos feito um juramento de morte. Cada conjunto de cadeias prendia 10 homens e foram usados como prova de coragem inabalável por parte dos homens, que assim mostravam a sua disposição para morrer onde se encontrassem e nunca recuar. As cadeias funcionavam também como uma medida contra um avanço da cavalaria inimiga. Porém, os historiadores modernos sugerem que os Bizantinos adotaram a formação militar greco-romana testudo (tartaruga), na qual os soldados se juntavam ombro a ombro, em grupos de dez a vinte homens, completamente rodeado pelos escudos seguros pelos soldados, tanto nos lados como em cima, protegendo-os de projéteis, com cada soldado cobrindo o seu companheiro do lado.

#### Armamento
Os cavaleiros bizantinos estavam armados com uma espada comprida, conhecida como espátio (spathion), uma lança ligeira (contário; kontarion) e um arco (toxário; toxarion) com 40 flechas numa aljava que era pendurada na sela ou num cinto. A infantaria pesada, conhecida como escútatos (skoutatoi), dispunha duma espada curta e uma pequena lança. As tropas ligeiras e os arqueiros carregavam um pequeno escudo, um arco pendurado nos ombros e cruzado nas costas e uma aljava com flechas. As armaduras da cavalaria eram hauberks (camisas em cota de malha), com uma touca de cota de malha, um elmo com barbote e babeira (franjas protetores da face e do pescoço também em cota de malha), e armadura para as pernas. Também eram usadas armaduras ligeiras lamelares e de escamas.

#### Tensões no exército bizantino

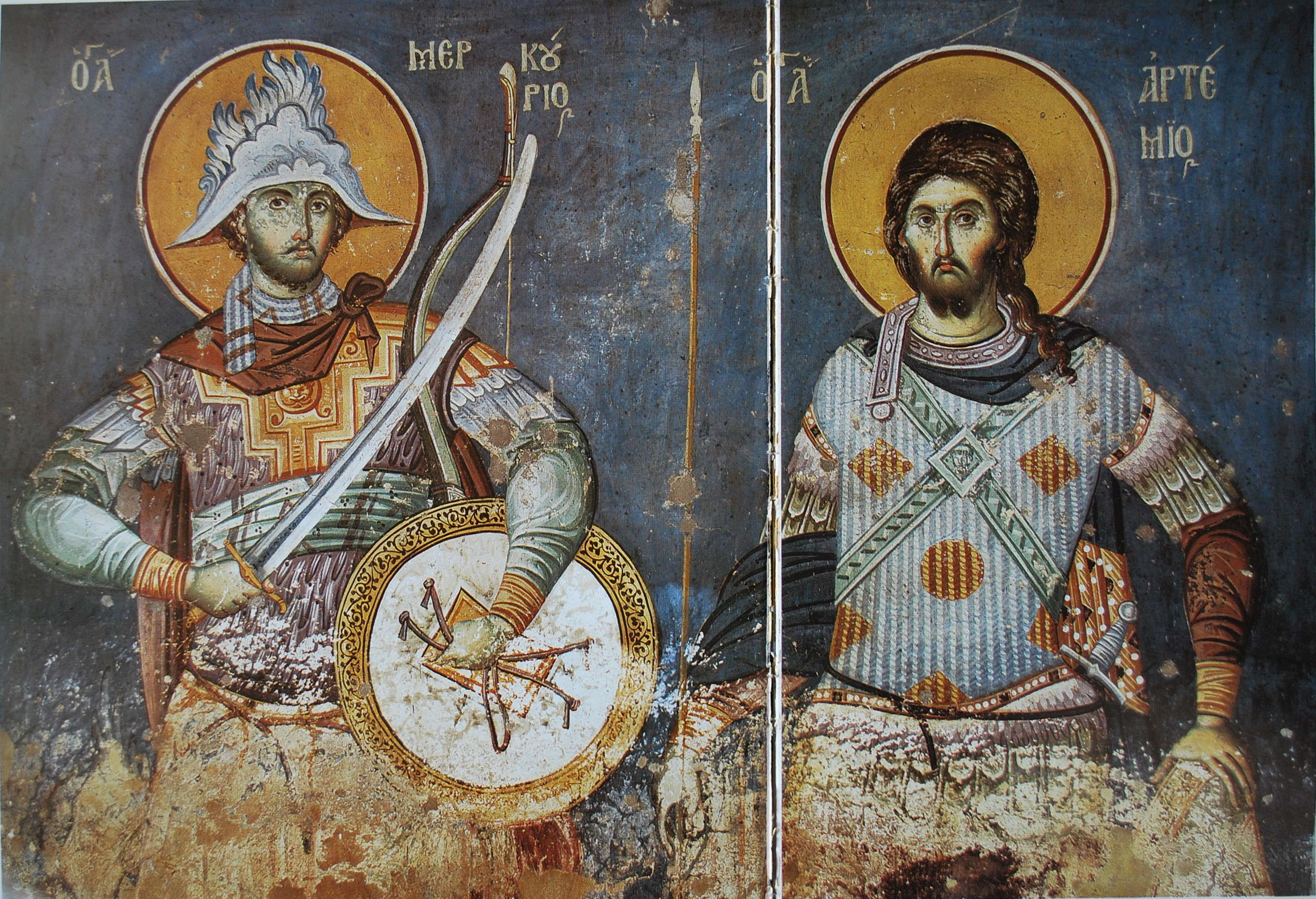
São Mercúrio e Santo Antémio representados como soldados bizantinos num fresco do Monte Atos de 1290-1310

A estratégia de Calide de retirar das áreas ocupadas e concentrar todas as suas tropas para uma batalha decisiva forçou os Bizantinos a também concentrar os seus cinco exércitos. Durante séculos, os Bizantinos tinham evitado envolver-se em batalhas decisivas em larga escala, pelo que esta concentração criou problemas logísticos para os quais estavam mal preparados.
As relações entre os vários comandantes bizantinos eram também muito tensas. Havia uma luta pelo poder entre Tritírio e Vaanes, Dairjan e Bucinador. Jabalá, o líder árabe gassânida, era largamente ignorado, apesar do seu conhecimento do terreno. Pairava uma atmosfera de desconfiança entre os Gregos, Arménios e Árabes. As contendas religiosas de longa data entre as fações monofisistas e calcedonianas, embora tivessem pouco impacto direto, eram motivo de tensão entre os clérigos dos vários grupos. Estes diferendos minaram a coordenação e planeamento da operação, uma das causas da derrota catastrófica dos Bizantinos.
Durante as negociações que antecederam a batalha, cresceram as tensões entre o exército bizantino e a população local síria, chegando mesmo a ocorrer confrontos devido à escassez de pastagens e recursos durante o fim do verão. Almançor, administrador de Damasco que não escondia a sua aversão a Vaanes e ao imperador, recusou-se a fornecer provisões ao exército. Em 23 de julho de 636 (data provável) dá-se o primeiro confronto entre tropas de Teodoro e o exército muçulmano.
As fontes gregas afirmam que nos dias que antecederam a batalha as tropas bizantinas descontentes se amotinaram contra Heráclio e proclamaram Vaanes imperador. Embora a veracidade deste facto seja bastante questionável, sobretudo porque aparenta tratar-se de uma tentativa de desresponsabilização do plano do imperador, a verdade é que tanto do lado árabe como do lado bizantino houve inúmeras deserções, o que é confirmado pelas fontes árabes. A lealdade volátil e insegura entre os vários aliados bizantinos precipitaria o desastre e a retirada em massa durante o fim da batalha.

## Batalha
Para compreender devidamente a descrição da batalha é útil estar familiarizado com as divisões das forças oponentes. As linhas de batalha de ambos os lados estavam divididas em quatro secções: as alas direita e esquerda, e os centros esquerdo e direito. A cada secção do lado bizantino correspondia uma secção do lado muçulmano, posicionada exatamente em frente, ou seja, a ala direita bizantina estava de frente para a ala esquerda muçulmana e assim sucessivamente (ver mapa).

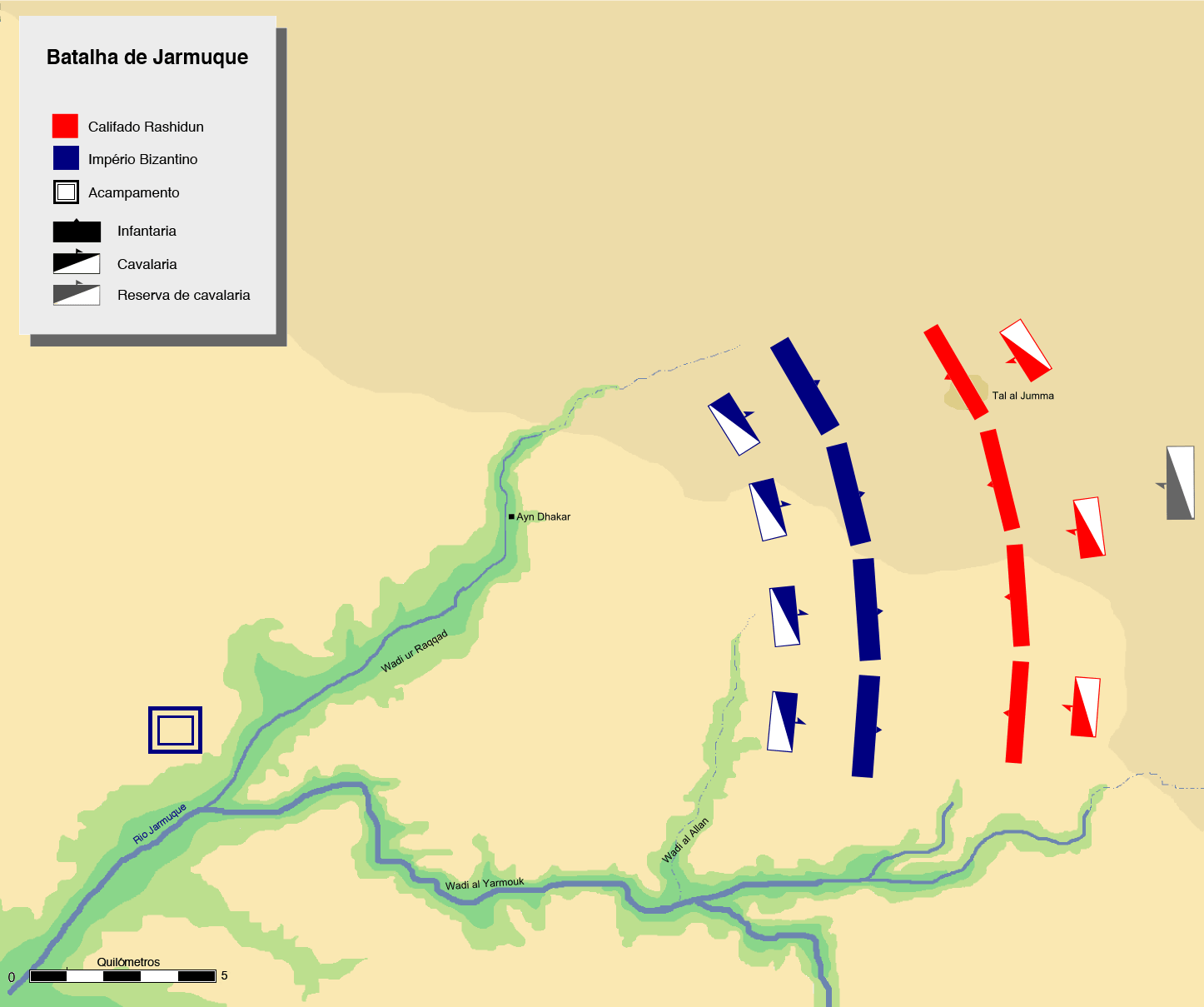
Disposição das tropas antes da batalha, com os Bizantinos à esquerda e os muçulmanos à direita

Heráclio tinha dado instruções a Vaanes para esgotar primeiro os meios diplomáticos antes de se envolver em confrontos militares. Possivelmente, isto devia-se ao facto das tropas do xá Isdigerdes III (r. 632–651) ainda não estarem prontas para levar a cabo a ofensiva no Sauade. Vaanes enviou Gregório, e depois Jabalá, para entabular negociações com os muçulmanos que, no entanto, se revelaram infrutíferas. Antes da batalha Calide deslocou-se ao acampamento bizantino a convite de Vaanes para negociar os termos de paz, mas mais uma vez as negociações não tiveram sucesso. Estas negociações atrasaram o início dos combates por um mês.
Por outro lado, o califa Omar, cujas forças em Cadésia se encontravam ameaçadas por confrontos com os exércitos sassânidas, ordenou a Sade ibne Abi Uacas que entabulasse negociações com os Persas e enviasse emissários a Isdigerdes e ao seu comandante Rustã Farruquezade, ao que parece convidando-os a aderir ao Islão. Muito provavelmente, isto foi a tática de Omar para ganhar tempo na frente persa. Omar enviou também a Calide reforços de 6 000 soldados, a maior parte deles oriundos do Iémem. Esta força incluía mil Sahaba (companheiros do Maomé), entre os quais cem veteranos da batalha de Badr, a primeira batalha da história islâmica, travada em 624, e incluía alguns dos cidadãos mais notáveis do califado, como Zobair ibne Alauame, Abu Sufiane e a sua mulher Hinde binte Utba.
Aparentemente, Omar pretendia derrotar primeiro os Bizantinos, tendo por isso empregue as suas melhores tropas contra eles. O fluxo contínuo de reforços muçulmanos preocupou os Bizantinos, que receando que o poderio do inimigo crescesse, concluíram que não tinham outra opção que não fosse atacar. Os reforços ortodoxos chegaram a Jarmuque em pequenos bandos, dando a impressão de ser uma corrente contínua, de forma a desmoralizar os Bizantinos e compeli-los a atacar. A mesma tática seria usada depois na batalha de Cadésia, em novembro de 636.

### Primeiro dia

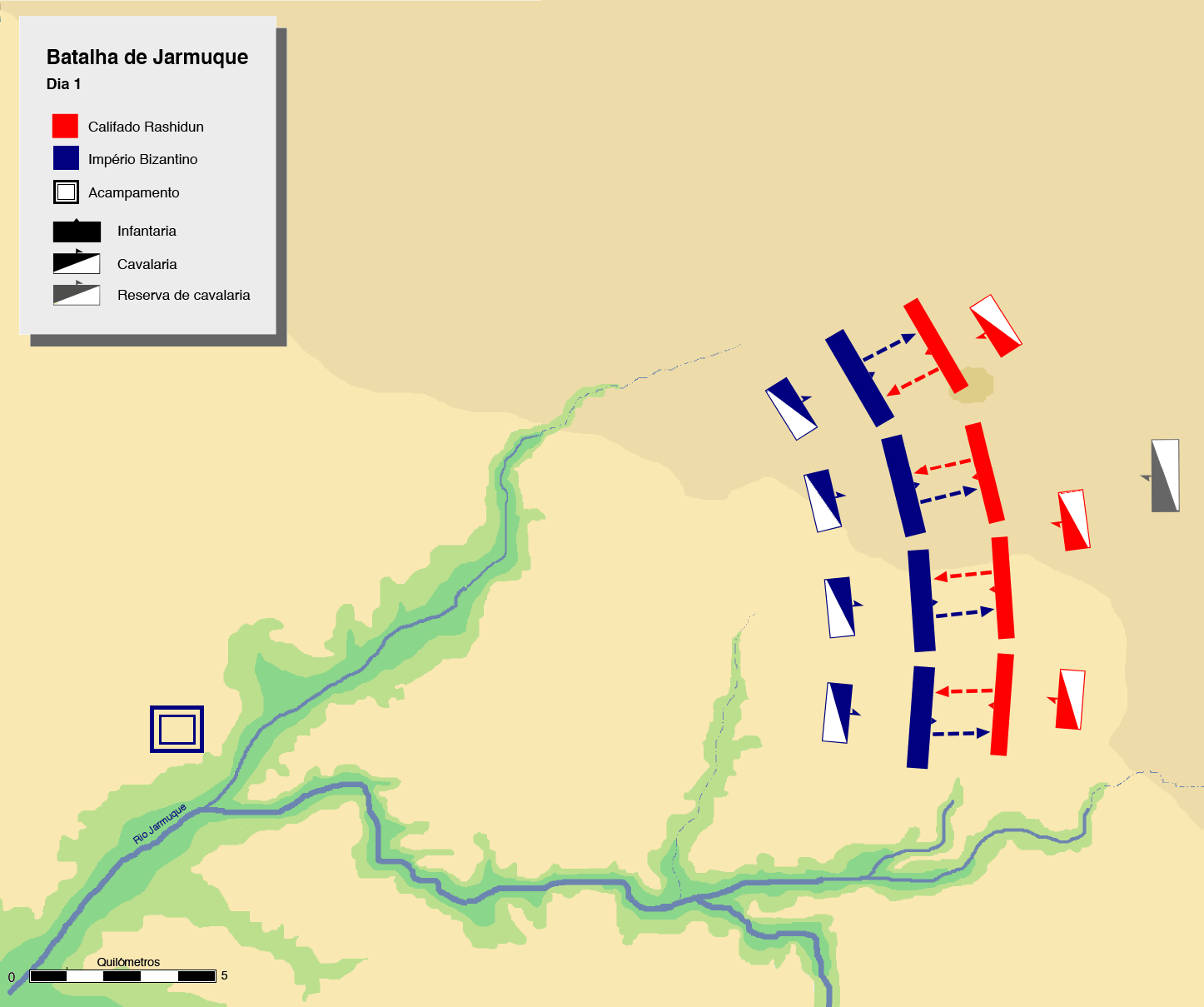
Mapa das operações no 1º dia da batalha

A batalha começou a 15 de agosto de 636. Ao alvorecer, ambos os exércitos alinharam-se para o combate a pouco mais de um quilómetro um do outro. As crónicas muçulmanas relatam que antes do início da batalha, Jorge, um comandante de unidade no centro direito bizantino, cavalgou até às linhas muçulmanas e converteu-se ao Islão; morreria nesse mesmo dia combatendo no lado muçulmano. O combate teve início quando os Bizantinos enviaram os seus campeões para um duelo com os mubarizun muçulmanos. Os mubarizun eram espadachins e lanceiros de elite especialmente treinados para matar todos os comandantes inimigos que conseguissem com o intuito de desmoralizar e desorganizar o inimigo. A meio do dia, depois de ter perdido numerosos comandantes nos duelos, Vaanes ordenou um ataque limitado com um terço das suas tropas de infantaria para testar a força e estratégia do exército muçulmano e, usando a sua esmagadora superioridade numérica e de armamento, abrir uma brecha na linha de batalha inimiga no seu ponto mais débil. Contudo, faltou determinação ao assalto bizantino; muitos soldados do exército imperial foram incapazes de pressionar o corpo de veteranos muçulmanos. Os combates foram em geral moderados, apesar de em alguns locais terem sido intensos. Vaanes não reforçou a infantaria atacante, mantendo dois terços dos seus soldados a pé como reserva, e ao pôr-do-sol ambos os exércitos cessaram os combates e voltaram aos seus acampamentos.

### Segundo dia
Primeira fase:

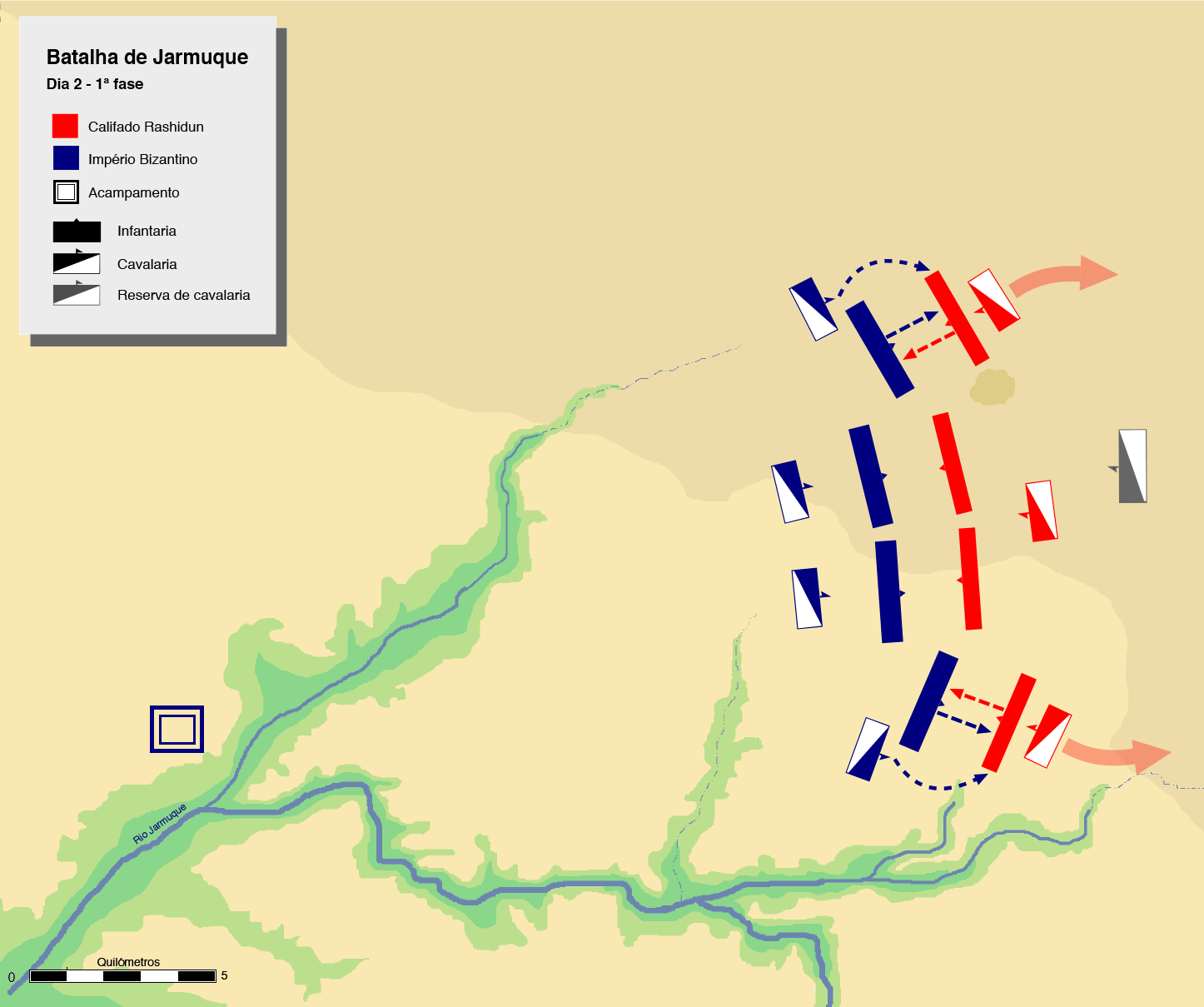
Mapa das operações no 2º dia da batalha (1ª fase)

Durante um conselho de guerra a 16 de agosto, Vaanes decidiu atacar imediatamente antes do nascer do sol, de modo a apanhar os muçulmanos desprevenidos enquanto estavam na oração matinal. Planeou enviar os seus dois exércitos centrais contra o centro inimigo, a fim de criar uma manobra de diversão, e ao mesmo tempo lançaria o ataque principal contra as alas dos muçulmanos, que seriam empurradas ou para fora do campo de batalha ou para o centro. Para observar o campo de batalha, Vaanes mandou construir um grande pavilhão atrás da sua ala direita, defendido por uma unidade de guarda-costas arménios. Vaanes ordenou ao exército que se preparasse para um ataque surpresa.
Sem que os Bizantinos tivessem conhecimento, Calide tinha-se preparado para a eventualidade de ataques surpresa colocando uma forte linha de postos avançados à frente das suas posições durante a noite, o que deu tempo aos muçulmanos para se prepararem para a batalha. Os Bizantinos não pressionaram muito o centro, com o objetivo de forçar o corpo central do exército muçulmano a manter as suas posições e impedi-los assim de ajudar os seus companheiros noutras áreas. Dessa forma, o centro manteve-se estável, mas nas alas a situação foi diferente.
Comandando o flanco esquerdo bizantino, composto principalmente de Eslavos, Canatir atacou em força, obrigando a infantaria inimiga da ala esquerda a recuar. Amr, o comandante da ala direita muçulmana, ordenou ao seu regimento de cavalaria que contra-atacasse, o que neutralizou o avanço bizantino e estabilizou a linha de batalha nesse lado por algum tempo, mas a superioridade numérica dos Bizantinos acabou por forçar os muçulmanos a retirar para o seu acampamento.
Segunda fase:

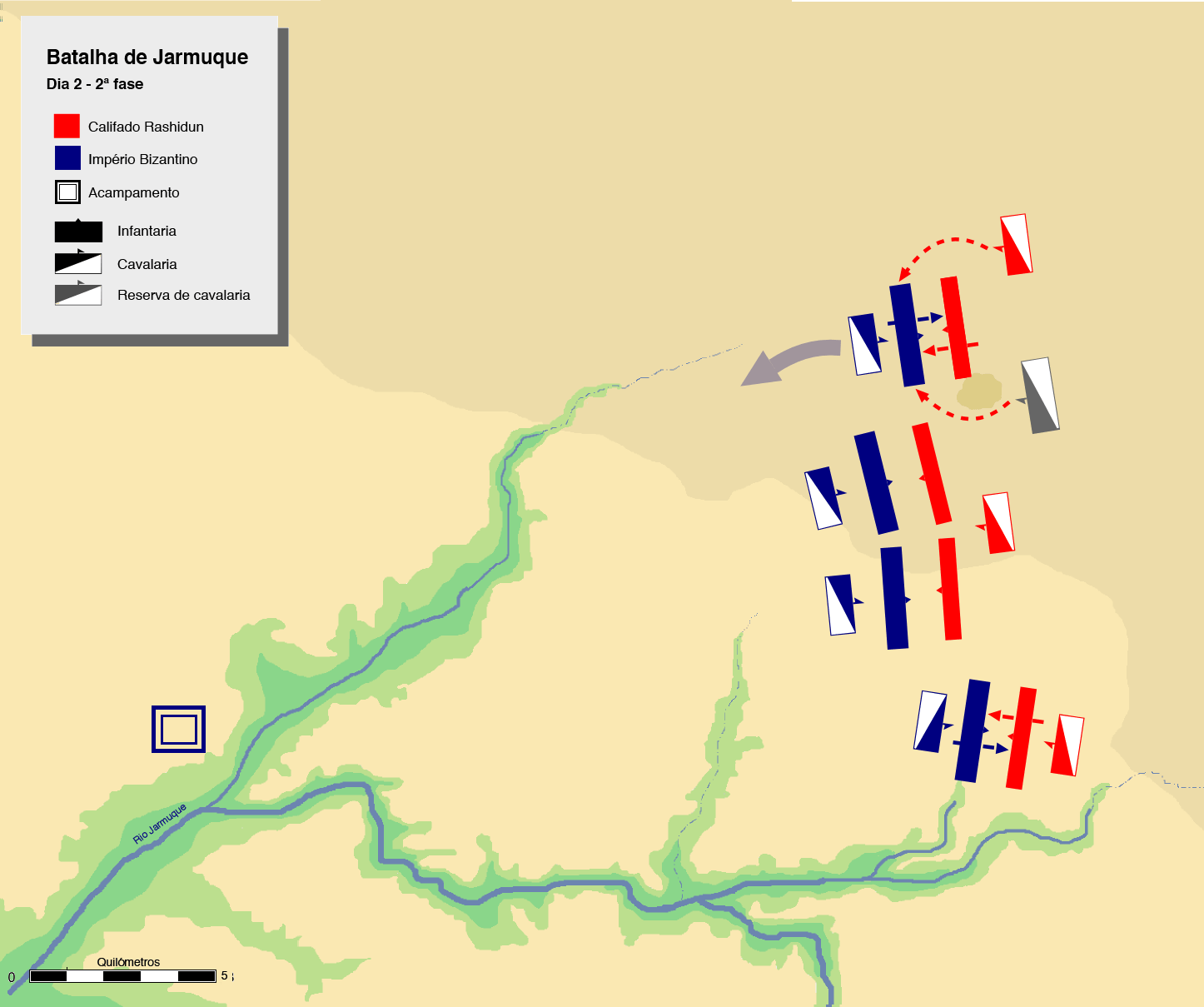
Mapa das operações no 2º dia da batalha (2ª fase)

Ciente da situação nos flancos, Calide ordenou à cavalaria da ala direita que atacasse o flanco norte da ala esquerda bizantina, enquanto ele e a sua guarda móvel atacaram o flanco sul da mesma ala inimiga. Ao mesmo tempo, a infantaria da ala direita muçulmana atacou pela frente. O ataque em três frentes forçou a ala esquerda bizantina a abandonar as posições que tinha conquistado aos muçulmanos pouco antes, e Anre recuperou o terreno perdido e começou a reorganizar as suas tropas para mais uma sessão de combates.
A situação na ala esquerda muçulmana comandada por Iázide era consideravelmente mais grave. Ao contrário da ala direita, que foi assistida pela guarda móvel, a ala esquerda ficou por sua conta e a vantagem numérica do inimigo resultou na ocupação das posições muçulmanas pelos Bizantinos, com os soldados de Iázide retirando para os seus acampamentos de base. Nesta parte do campo de batalha, os Bizantinos tinham conseguido abrir uma brecha nas linhas inimigas. A formação tartaruga (testudo) adotada pelo exército de Gregório movia-se lentamente mas tinha uma boa defesa. Iázide usou a sua cavalaria para contra-atacar mas foi repelido. Apesar de resistir firmemente, os soldados de Iázide na ala esquerda acabaram por retirar definitivamente para os seus acampamentos, e momentaneamente o plano de Vaanes pareceu estar a ter sucesso, com  centro do exército muçulmano retido nas suas posições e os seus flancos forçados a recuar. Contudo, nenhum dos flancos muçulmanos tinha sido realmente derrotado, apesar do seu moral ter sido seriamente afetado.
As tropas muçulmanas em retirada encontram nos acampamentos as ferozes mulheres árabes. Lideradas por Hind, as mulheres desmantelaram as suas tendas e, armadas com os postes dessas tendas, atacaram os seus maridos e companheiros entoando uma canção improvisada da batalha de Uude, na qual fora dirigida contra os muçulmanos. Isto espicaçou de tal forma os muçulmanos em retirada que eles voltaram ao campo de batalha.

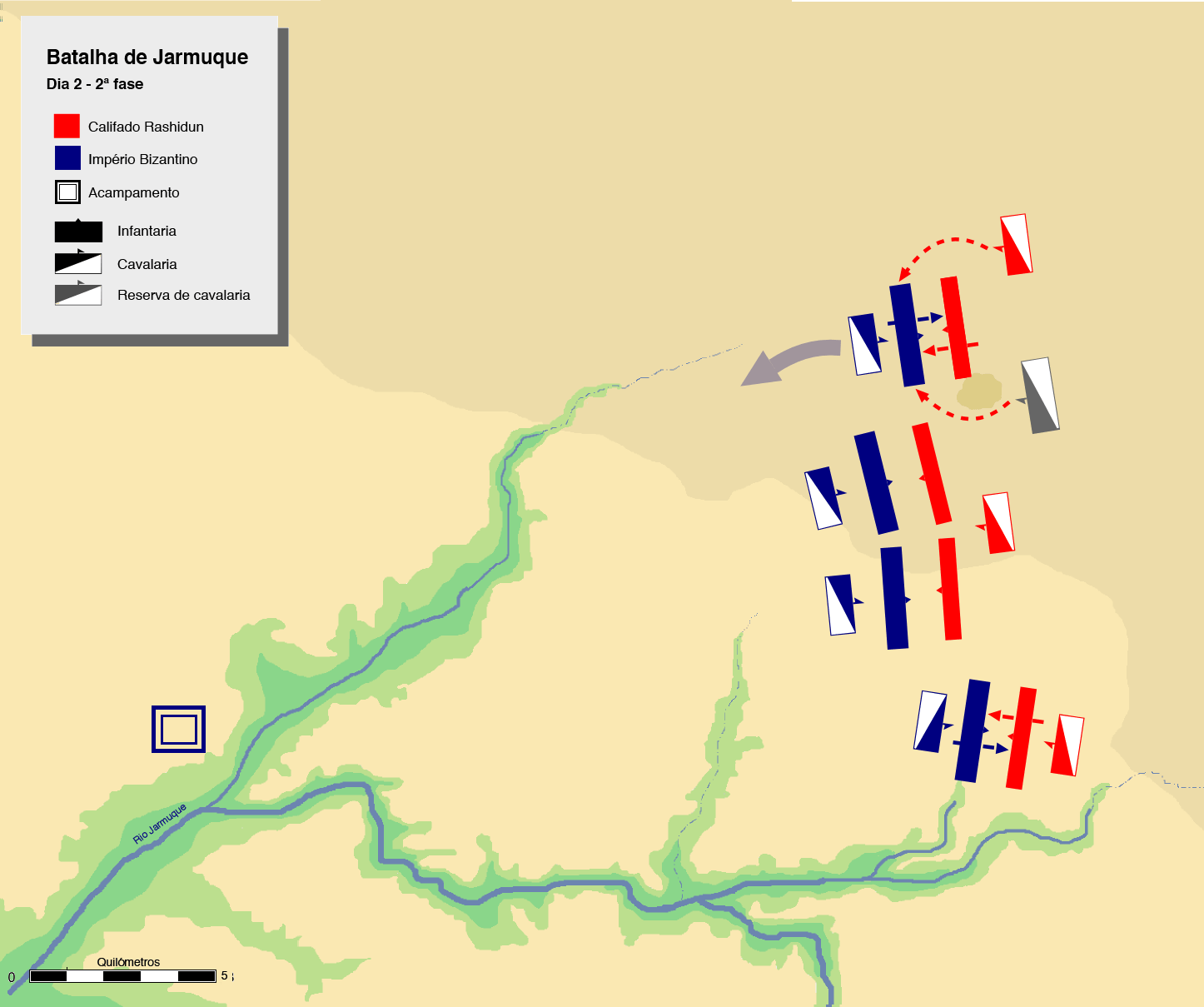
Mapa das operações no 2º dia da batalha (3ª fase)

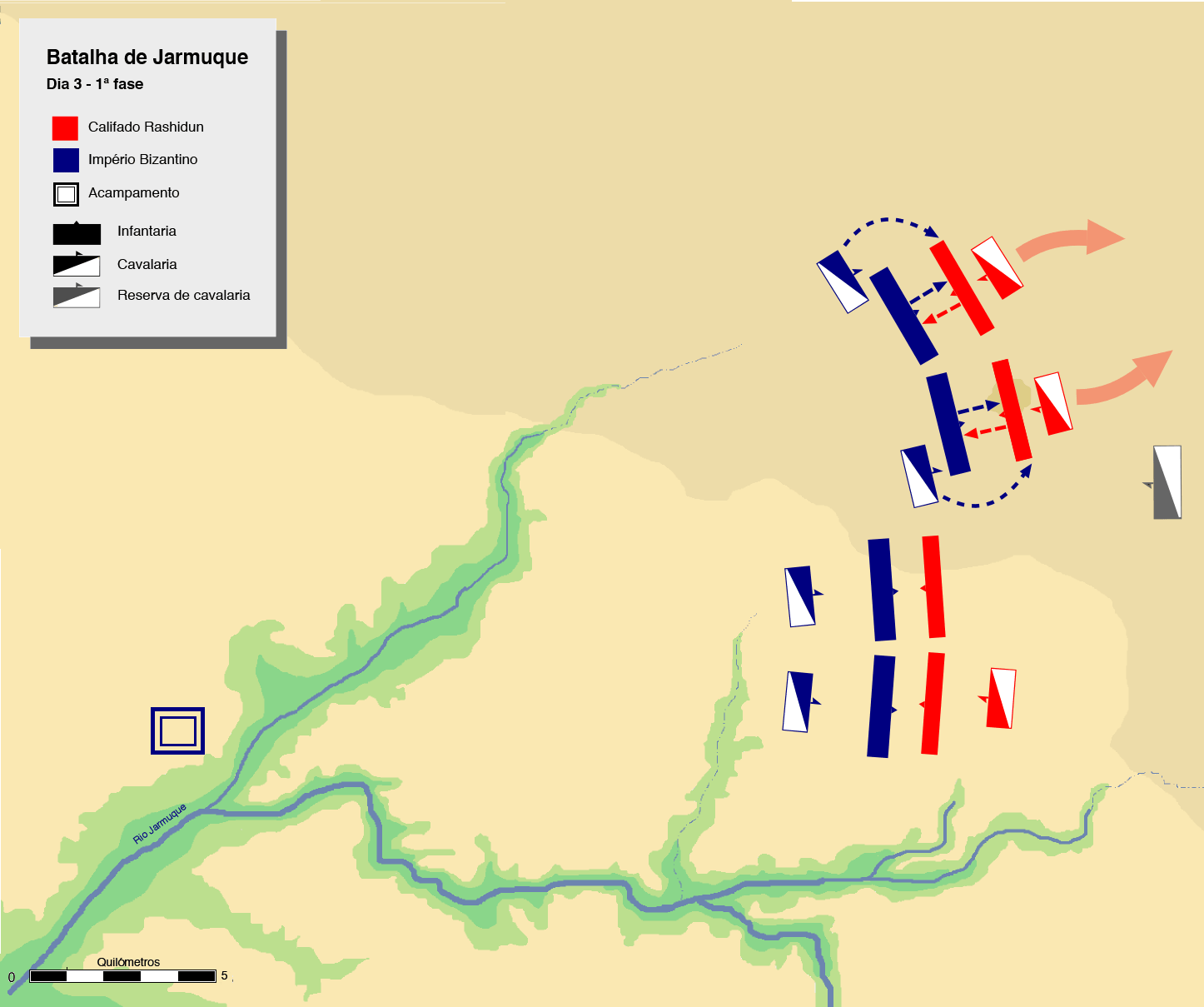
Mapa das operações no 3º dia da batalha (1ª fase)

| “ | Oh vós que fugis duma mulher constante Que tem beleza e virtude E a deixais para o infiel; O odiado e malvado infiel, Para a possuir, desgraçar e arruinar. | ” |
|   | — Canção das mulheres muçulmanas . |   |

Terceira fase:
Depois de ter conseguido estabilizar a posição no flanco direito, Calide ordenou à cavalaria da guarda móvel que ajudasse o combalido flanco esquerdo. Calide destacou um regimento comandado por Darar ibne Alazuar e ordenou-lhe que atacasse a frente do exército de Dairjan (centro esquerdo), de forma a criar uma diversão e tentar levar a que a ala direita bizantina retirasse da sua posição avançada. Com o resto da reserva de cavalaria, atacou o flanco de Gregório. Mais uma vez, sob ataques simultâneos pela frente e pelos flancos, os Bizantinos recuaram lentamente mantendo a formação.
Ao pôr-do-sol, os exércitos centrais pararam os combates e retiraram para as suas posições originais, tendo ambas as frentes sido restabelecidas ao longo das linhas que ocupavam de manhã. A morte de Dairjan e o fracasso do plano de batalha de Vaanes deixou o exército imperial relativamente desmoralizado, ao passo que os contra-ataques vitoriosos de Calide encorajaram as suas tropas apesar da inferioridade numérica.

### Terceiro dia
A 17 de agosto, Vaanes refletiu sobre os seus fracassos e erros do dia anterior. O que o preocupava mais era a perda de um dos seus comandantes. O exército imperial decidiu seguir um plano menos ambicioso, com o objetivo de penetrar as linhas muçulmanas em pontos específicos. Vaanes optou por pressionar o relativamente exposto flanco direito, onde as suas tropas montadas podiam manobrar livremente, comparativamente com o terreno acidentado do flanco esquerdo inimigo. Foi decidido carregar na junção entre o centro direito muçulmano e a sua ala direita, num ataque comandado pelos Eslavos de Canatir destinado a separar as duas unidades inimigas e combatê-las separadamente.
Primeira fase:

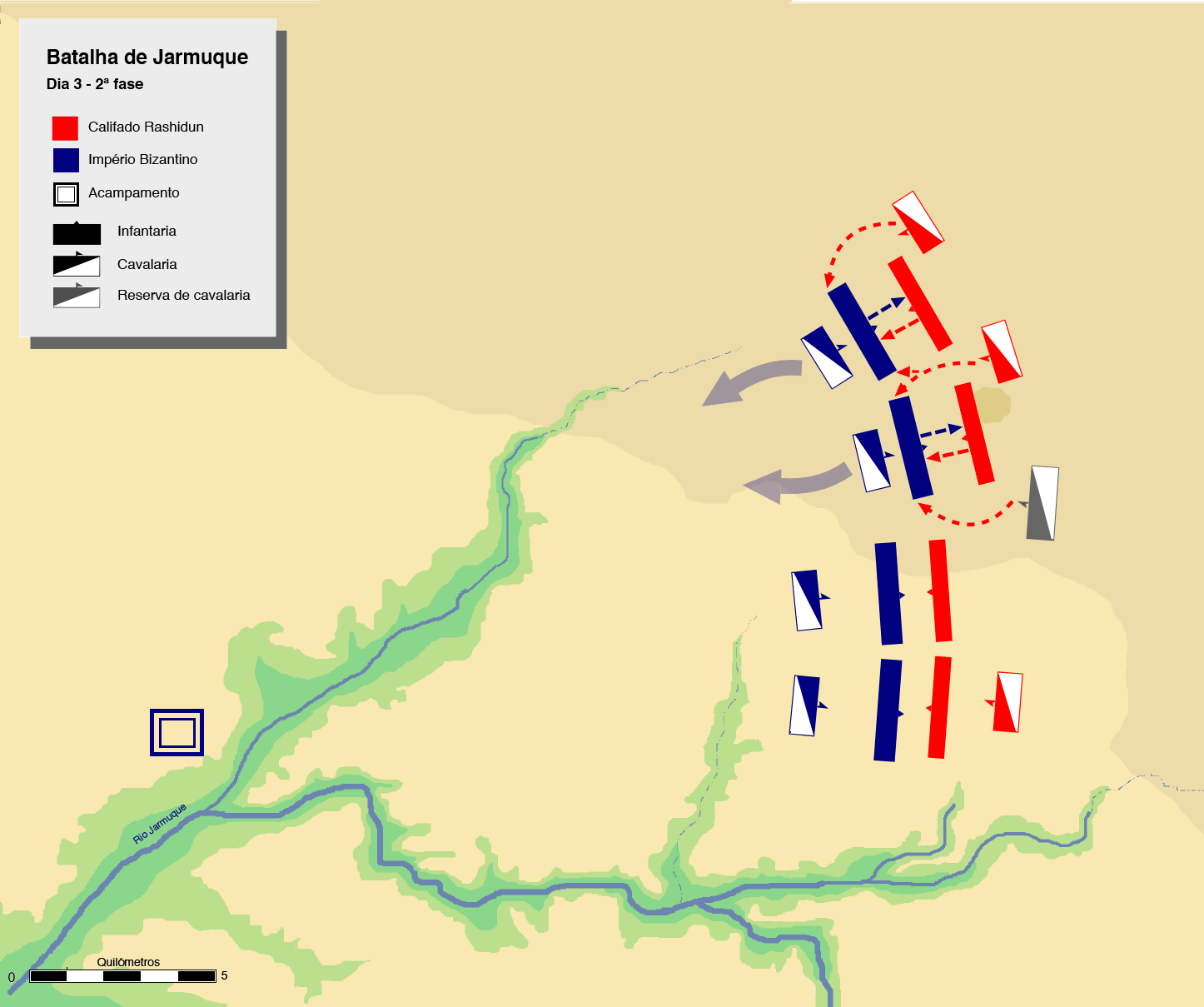
Mapa das operações no 3º dia da batalha (2ª fase)

A batalha recomeçou com os Bizantinos a atacar o flanco direito e o centro direito muçulmano. Após resistir aos ataques iniciais, a ala direita muçulmana retirou, sendo seguida pelo centro direito. Alegadamente, foram novamente recebidos nos acampamentos pela fúria das mulheres, que os maltrataram e envergonharam. No entanto, as unidades em retirada lograram reorganizar-se a alguma distância do acampamento e prepararam-se para um contra-ataque.
Segunda fase:
Percebendo que o exército bizantino estava focado na parte direita da formação muçulmana, Calide lançou um ataque sobre o centro esquerdo inimigo com a sua guarda móvel e com a reserva de cavalaria do flanco direito muçulmano. Calide carregou sobre o flanco direito e a reserva de cavalaria atacou o flanco esquerdo. Entretanto, também ordenou à cavalaria da ala direita muçulmana que atacasse o flanco direito da ala esquerda bizantina. O combate rapidamente se tornou um banho de sangue, com muitas baixas em ambos os lados. Os ataques de flanco de Calide, lançados no momento certo, mais uma vez salvaram o dia para os muçulmanos e, ao crepúsculo, os Bizantinos tinham recuado para as posições que tinham no início da batalha.

### Quarto dia

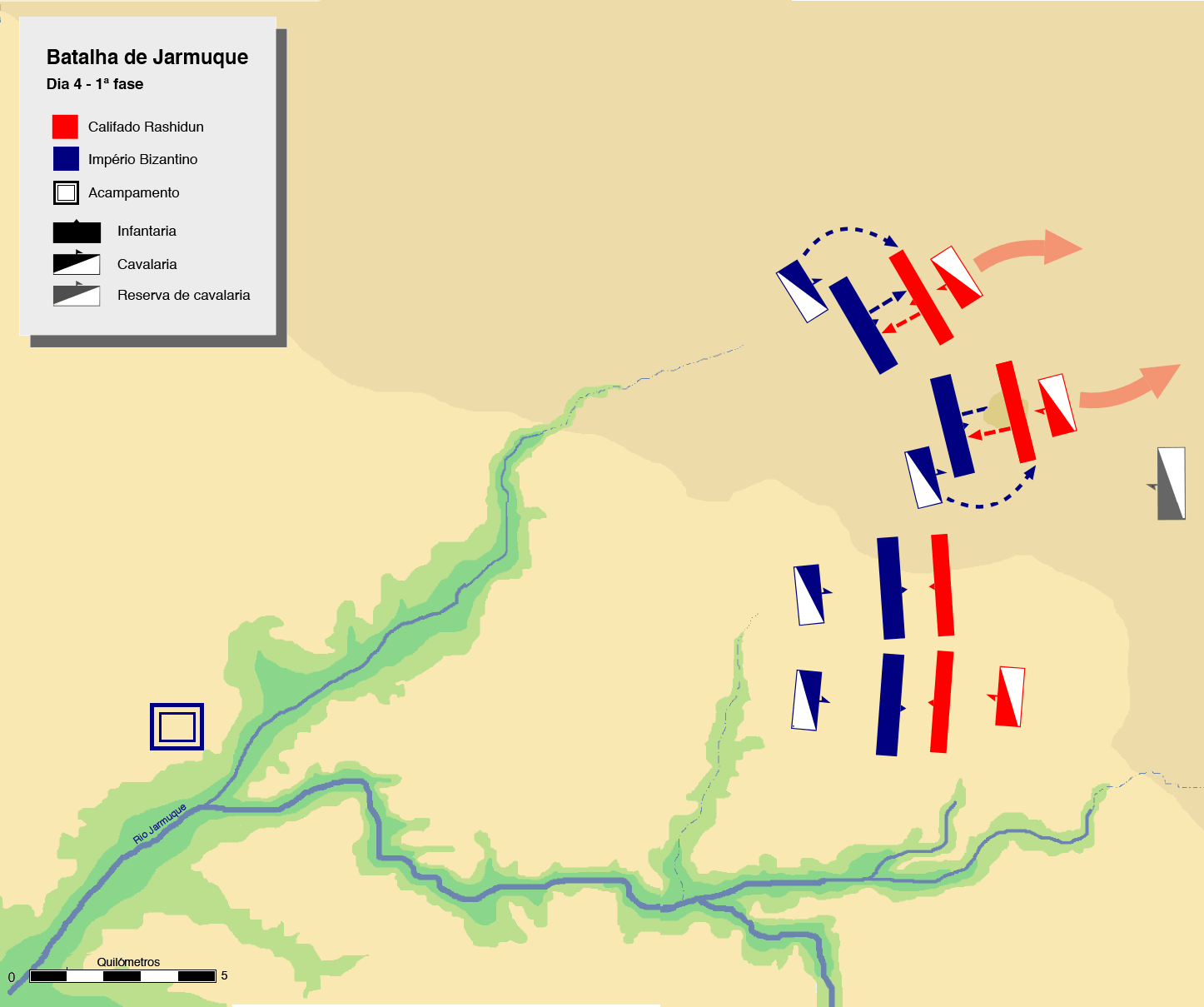
Mapa das operações no 4º dia da batalha (1ª fase)

O quarto dia de batalha, 18 de agosto, revelar-se-ia decisivo.
Primeira fase:
Vaanes decidiu prosseguir com o plano do dia anterior, pois tinha logrado infligir estragos no flanco direito muçulmano. Canatir liderou dois exércitos de Eslavos contra a ala direita e centro direito do inimigo, com alguma assistência dos Arménios e dos Árabes cristãos comandados por Jabalá. Mais uma vez, as unidades muçulmanas atacadas recuaram. Calide interveio novamente nos combates com a sua guarda móvel, receando um ataque generalizado ao longo de uma frente ampla que não fosse capaz de rechaçar e, por precaução, ordenou a Abu Ubaidá e Iázide, respetivamente no centro esquerdo e ala esquerda, que atacassem as tropas bizantinas que se encontravam à sua frente. Este ataque permitiu em imobilizar a frente bizantina e prevenir um avanço generalizado do exército imperial.
Segunda fase:

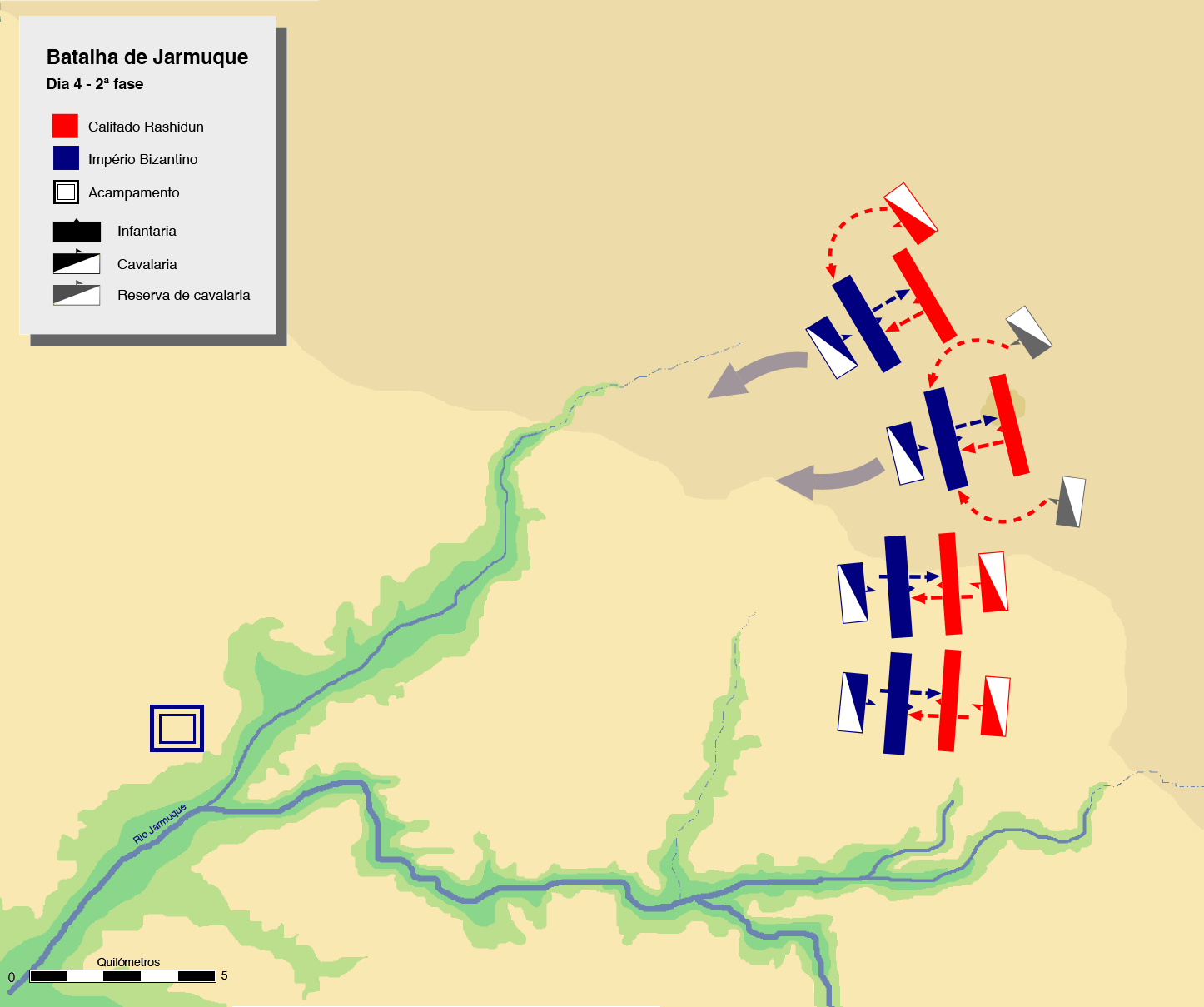
Mapa das operações no 4º dia da batalha (2ª fase)

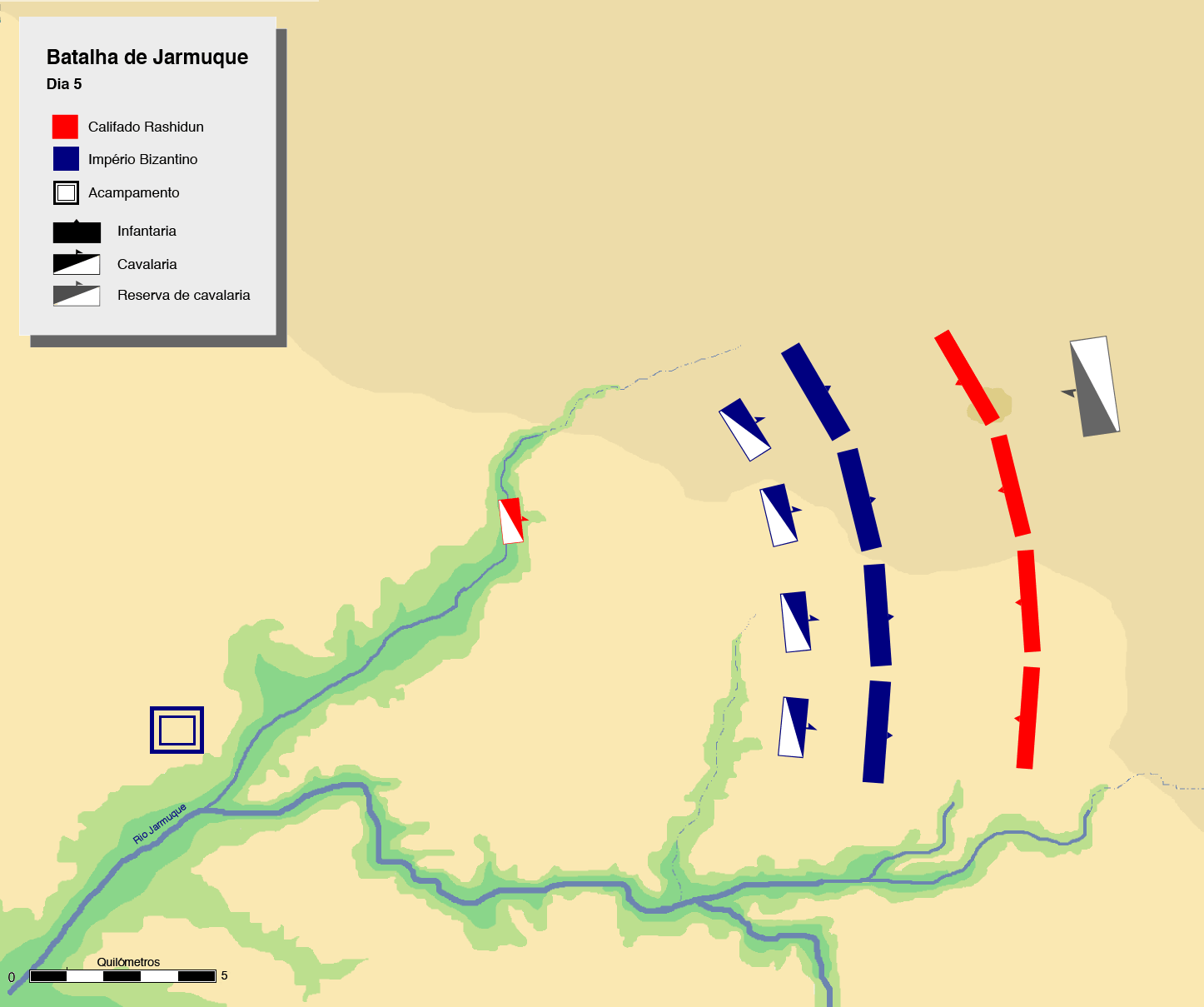
Disposição inicial das tropas no 5º dia da batalha

Calide dividiu a sua guarda móvel em duas e atacou os flancos do centro esquerdo bizantino, enquanto a infantaria do centro direito atacava de frente. Perante esta manobra de flanco em três frentes, os Bizantinos recuaram. Entretanto, a ala direita muçulmana reforçou a sua ofensiva com a infantaria a atacar pela frente e a reserva de cavalaria a atacar o flanco norte da ala esquerda inimiga. Ao mesmo tempo que o centro esquerdo bizantino recuava diante dos ataques de Calide, a ala esquerda bizantina, tendo ficado exposta no seu flanco sul, também começou a recuar.
Enquanto Calide e a sua guarda móvel combatiam na frente arménia ao longo da tarde, a situação no outro lado foi piorando para os muçulmanos. Os arqueiros a cavalo bizantinos tinham entrado em ação, lançando uma chuva intensa de flechas sobre as tropas de Abu Ubaidá e Iázide e impedindo-as assim de penetrarem nas linhas bizantinas. Muitos soldados muçulmanos perderam a vista devido a flechas inimigas nesse dia, que depois ficaria conhecido como o "dia dos olhos perdidos". Acredita-se que o veterano Abu Sufiane tenha perdido um olho nesse dia. Todas as tropas ortodoxas retiraram, exceto um regimento da esquerda do corpo de Abu Ubaidá, comandado por  Icrima ibne Abijal. Icrima cobriu a retirada dos muçulmanos com os seus 400 cavaleiros, atacando a frente bizantina enquanto os outros exércitos se reorganizavam para contra-atacar e retomar as posições perdidas. Todos os homens de Icrima foram gravemente feridos ou mortos nesse dia entre os quais Icrima, um amigo de infância de Calide, que viria a morrer ao princípio da noite.

### Quinto dia
Durante a ofensiva de Vaanes no quarto dia, as suas tropas tinham fracassado na conquista de terreno e sofrido pesadas baixas, principalmente durante os contra-ataques de flanco da guarda móvel muçulmana. No início da manhã do dia 19 de agosto, Vaanes enviou um emissário ao campo muçulmano sugerindo uma trégua para os dias seguintes de modo a que pudessem ser retomadas novas negociações de paz. Supõe-se que Vaanes quisesse ganhar tempo para reorganizar as suas tropas desmoralizadas. Mas Calide acreditava que a vitória estava ao seu alcance e recusou a oferta.
Até então, o exército muçulmano tinha adotado uma estratégia muito defensiva, mas ao constatar que os Bizantinos já não mostravam a mesma disposição de combate, Calide decidiu tomar a ofensiva e reorganizou as suas tropas para tal. Os regimentos de cavalaria foram agrupados numa poderosa força a cavalo, com a guarda móvel atuando como o seu núcleo. O número de cavaleiros da unidade recém-formada ascendia a cerca de 8 000.
Durante o resto do dia, não houve acontecimentos notáveis. Calide planeava montar uma armadilha para as tropas bizantinas, cortando-lhes todas as rotas de fuga. Havia três barreiras naturais, correspondentes aos três desfiladeiros do campo de batalha de ravinas íngremes: Uádi al-Raca a ocidente, Uádi al-Jarmuque (Wadi al-Yarmuk) a sul e Wadi al Allah a oriente. A rota a norte seria bloqueada pela cavalaria muçulmana. Porém, existiam algumas passagens ao longo da ravina do Uádi al-Raca, sendo a mais importante delas em termos estratégicos a de Aim al-Dacar (Ayn al Dhakar), onde existia uma ponte. Durante a noite, Calide enviou Darar para essa ponte, acompanhado de 500 cavaleiros. A formação contornou o flanco norte bizantino e capturou a passagem, manobra que se revelaria decisiva no dia seguinte.

### Sexto dia
A 20 de agosto de 636, o último dia da batalha, Calide pôs em prática um plano de ataque simples e arrojado. Com a sua massiva força de cavalaria pretendia expulsar toda a cavalaria inimiga do campo de batalha, de modo a que a infantaria, que formava o grosso do exército bizantino, ficasse sem o seu apoio e exposta aos ataques pelos flancos e retaguarda. Ao mesmo tempo, o plano previa um ataque para deslocar o flanco esquerdo bizantino e empurrá-lo para a ravina a oeste.
Primeira fase:

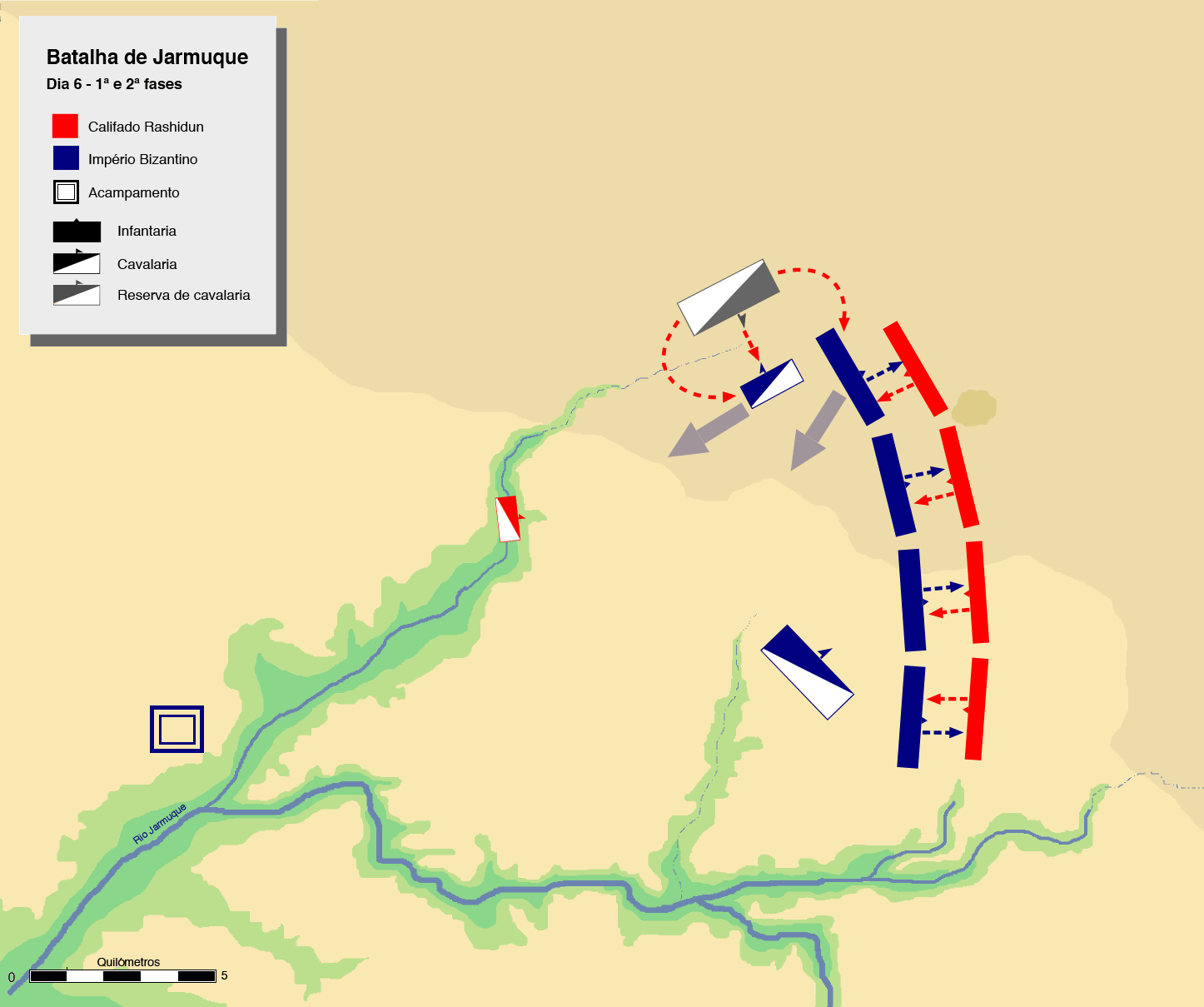
Mapa das operações no 6º dia da batalha (1ª fase)

Calide ordenou um ataque generalizado à frente bizantina e galopou com a sua cavalaria à volta da ala esquerda inimiga. Uma parte da cavalaria muçulmana envolveu-se em combates com a cavalaria da ala esquerda bizantina, enquanto que outra parte atacou a infantaria da mesma ala inimiga. Entretanto, a ala direita muçulmana atacou pela frente. Sob este ataque em duas frentes, a ala esquerda bizantina recuou e sucumbiu, juntando-se ao centro esquerdo bizantino e provocando a sua desorganização. O resto da cavalaria muçulmana atacou então cavalaria da ala esquerda inimiga pela retaguarda, ao mesmo tempo que os bizantinos enfrentavam pela frente a outra metade da cavalaria muçulmana, o que os forçou a sair do campo de batalha fugindo para norte. A infantaria da ala direita muçulmana atacou então o centro esquerdo inimigo pelo seu flanco esquerdo, ao mesmo tempo que o centro direito muçulmano atacava pela frente.
Segunda fase:
Apercebendo-se da manobra de cavalaria dos muçulmanos, Vaanes ordenou à sua cavalaria que se agrupasse, mas não foi suficientemente rápido; antes do comandante bizantino conseguir organizar os seus díspares esquadrões de cavalaria pesada, Calide enviou de volta a sua cavalaria, que atacou a cavalaria inimiga que se estava a concentrar, carregando sobre ela pela frente e pelo flanco enquanto ela ainda estava a mover-se em formação. Desorganizada e desorientada, a cavalaria pesada bizantina foi rapidamente desbaratada e dispersou para norte, deixando a infantaria à sua sorte.
Terceira fase:
Com a cavalaria inimiga completamente destroçada, Calide virou a sua atenção para o centro esquerdo bizantino, que já estava sob ataque em duas frentes pela infantaria muçulmana, atacando-o pela retaguarda e provocando a sua retirada.
Quarta e última fase:
Com a retirada do centro esquerdo bizantino, os Bizantinos deram início à retirada. Calide levou então a sua cavalaria para norte para bloquear a rota de fuga. Os Bizantinos recuaram para oeste em direção a Uádi al-Raca, onde se situava a ponte de Aim al-Dacar que permitia cruzar o desfiladeiro profundo em segurança. No entanto, essa ponte tinha sido tomada por Darar na noite anterior e era guardada por 500 cavaleiros muçulmanos, que bloqueavam a passagem. De facto, Calide pretendia que os Bizantinos escolhessem aquela rota para retirar. Os Bizantinos em fuga encontraram-se então cercados por todos os lados e seguiu-se uma grande chacina. Alguns Bizantinos caíram nas ravinas, outros foram esmagados contra as rochas quando tentaram escapar pelo rio e outros foram mortos enquanto fugiam. Apesar de tudo, muitos soldados conseguiram escapar. A mesma sorte não teve Jonas, o Grego, espião do exército ortodoxo durante a conquista de Damasco.
Os muçulmanos não fizeram prisioneiros durante a batalha, embora tivessem capturado alguns inimigos durante a perseguição que se seguiu. Teodoro Tritírio morreu no campo de batalha, enquanto Nicetas logrou escapar e chegou a Emesa. Jabalá ibne Alaiam também escapou e mais tarde chegou a aliar-se durante um breve período com o califado, mas pouco tempo depois exilou-se na corte bizantina.
|  |  |  |  |  |

## Rescaldo

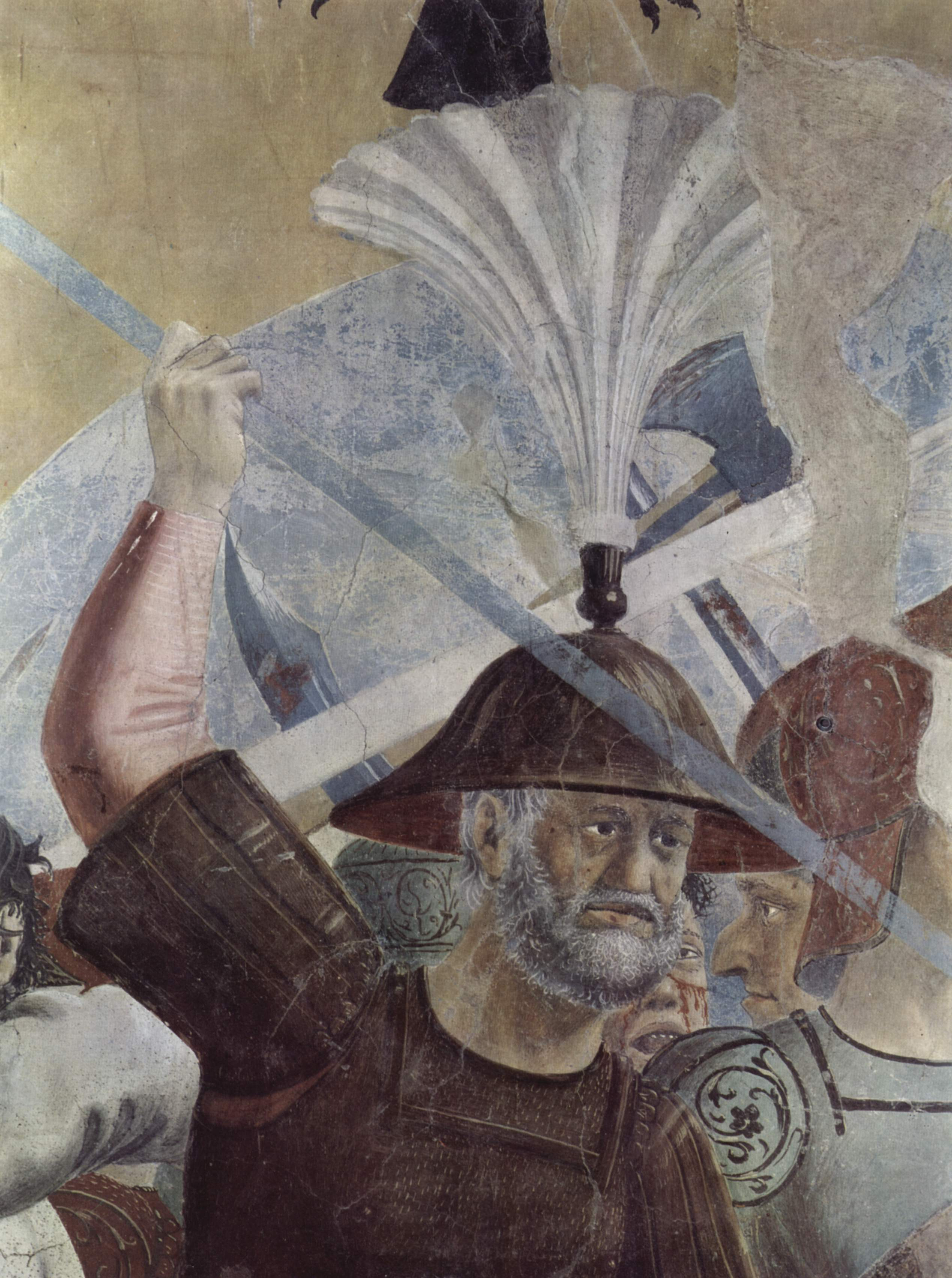
Heráclio num detalhe dos frescos da Basílica de São Francisco de Assis em Arezzo, da autoria de Piero della Francesca

Imediatamente após o fim das operações de batalha, Calide e a sua guarda móvel deslocaram-se para norte com o intuito de perseguir os soldados bizantinos em retirada, atacando-os já perto de Damasco. Durante esse combate foram mortos Vaanes, o príncipe arménio, e o comandante em chefe do exército imperial bizantino, que tinham escapado à sorte da maior parte dos seus homens em Jarmuque. Calide entrou em Damasco no final de 636 ou início de 637, reconquistando a cidade, onde, segundo a tradição muçulmana, teria recebido as boas vindas dos residentes locais.
Quando a notícia da derrota chegou a Heráclio em Antioquia, este ficou devastado e enraivecido e culpou a sua conduta pecaminosa pela derrota, nomeadamente o seu casamento incestuoso com a sobrinha Martina. Teria tentado reconquistar a província da Síria se tivesse recursos, mas já não tinha fundos ou homens para a defender, pelo que em vez disso retirou-se para a catedral de Antioquia onde assistiu a um serviço solene de intercessão. Convocou uma reunião com os seus conselheiros na catedral, onde foi estudada a situação. Quase todos disseram, e Heráclio concordou, que a derrota tinha sido uma decisão de Deus e um resultado dos pecados do povo, incluindo o imperador. Heráclio embarcou à noite num barco com destino a Constantinopla. Diz-se que enquanto o navio partia, enunciou um último adeus à Síria:
| “ | Até à vista, um longo até à vista para a Síria, a minha bela província. Agora és uma infiel (inimiga). A paz seja contigo, oh Síria — que bela terra hás-de ser para o inimigo. | ” |

Após abandonar a Síria, o imperador começou a concentrar o que restava das suas tropas para defender a Anatólia e o Egito. A Arménia bizantina caiu para o califado em 638-639, e depois disso Heráclio criou uma zona tampão na Anatólia central ordenando a evacuação de todos os fortes a leste de Tarso. Entre 639 e 642, um exército islâmico liderado por Amr ibn al-A'as, o comandante da ala direita ortodoxa em Jarmuque, invadiu o Egito.

## Avaliação

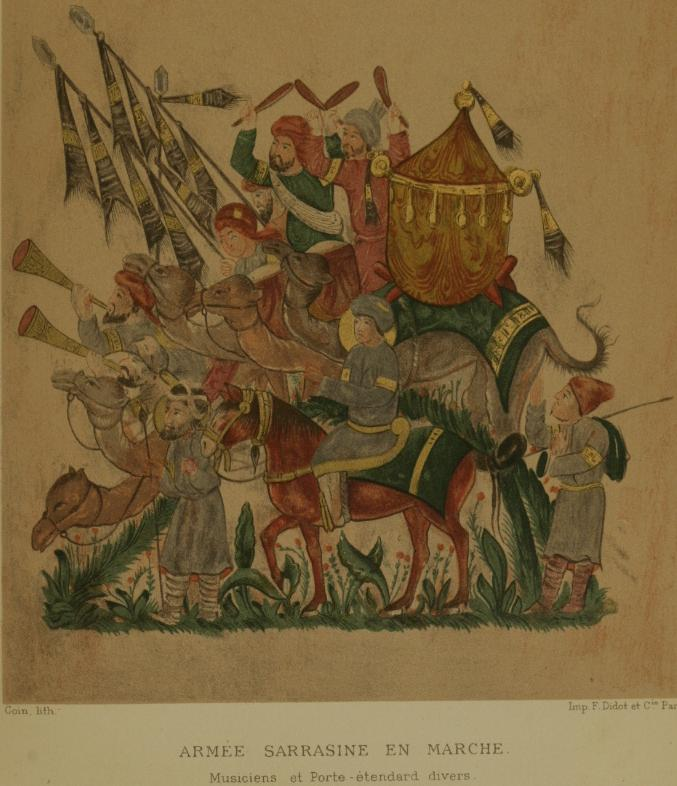
Ilustração da marcha dum exército muçulmano num livro do bizantinista francês Gustave Schlumberger Un empereur byzantin au dixième siècle ("um imperador bizantino no século X") publicado em 1890

A batalha de Jarmuque pode ser vista como um exemplo na história militar em que uma força inferior consegue vencer uma força superior através da superioridade do comando. Os comandantes bizantinos deixaram que fosse o inimigo a escolher o campo de batalha, mas apesar disso não estavam em grande desvantagem tática. Calide sempre esteve ciente que estava em presença duma força superior numericamente e até ao último dia da batalha conduziu uma campanha essencialmente defensiva, adequada aos seus recursos relativamente limitados. Quando decidiu tomar a ofensiva e atacar, no último dia da batalha, fê-lo com imaginação, intuição e coragem que nenhum dos comandantes bizantinos demonstrou. Apesar de comandar uma força numericamente inferior e precisasse de todos os homens que pudesse juntar, teve a clarividência de enviar um regimento de cavalaria na noite anterior ao seu assalto final para bloquear a rota crítica que ele previa vir a ser usada na retirada do exército inimigo.
Calide ibne Ualide foi um dos mais brilhantes comandantes de cavalaria da história, e o uso que deu aos combatentes a cavalo ao longo da batalha mostra quão bem ele compreendia o potencial bélico e as fraquezas da sua cavalaria. A sua guarda móvel movia-se rapidamente de um ponto para o outro, sempre mudando o curso dos eventos onde quer que aparecesse, para logo a seguir galopar rapidamente para outro local do campo de batalha.
Vaanes e os seus comandantes bizantinos não conseguiram lidar bem com a sua cavalaria nem usar eficazmente a sua superioridade assinalável. A cavalaria bizantina nunca teve um papel significativo na batalha e foi mantida como reserva estática durante a maior parte dos seis dias de combates. Nunca se envolveu muito nos ataques e até quando logrou abrir caminho nas linhas inimigas no quarto dia, os Bizantinos foram incapazes de explorar o feito. Aparentemente houve muita falta de determinação entre os comandantes bizantinos, embora isso possa ter sido causado por dificuldades em comandar as tropas devido a conflitos internos. Além do mais, muitos dos soldados auxiliares árabes ao serviço dos bizantinos eram meros recrutas, enquanto que o exército muçulmano era maioritariamente formado por tropas veteranas.
A estratégia original de Heráclio para derrotar as forças muçulmanas na Síria necessitava de uma operação rápida e breve, mas os comandantes no terreno nunca se mostraram à altura do desafio. Ironicamente, no terreno em Jarmuque, Calide usou em pequena escala tática o que Heráclio tinha planeado em grande escala estratégica: manobrando e dispondo as suas forças rapidamente, Calide logrou concentrar temporariamente forças suficientes em pontos específicos do campo de batalha para derrotar por partes o exército bizantino numericamente superior. Vaanes foi incapaz de fazer valer a sua superioridade numérica, talvez por causa do terreno desfavorável não permitir uma disposição de tropas em larga escala. No entanto, em nenhuma ocasião Vaanes tentou concentrar uma força superior para conseguir um avanço crítico. Apesar de ter estado na ofensiva em cinco dos seis dias de batalha, a sua linha de batalha permaneceu notavelmente estática. Isso contrasta de forma gritante com o bem sucedido plano ofensivo levado a cabo por Calide no último dia, quando reorganizou praticamente toda a sua cavalaria e a usou numa grande manobra que levou à vitória.
Nas palavras de George F. Nafziger e Mark W. Walton: «Apesar de Jarmuque ser pouco conhecida hoje, é uma das batalhas mais decisivas na história humana [...] Tivessem as forças de Heráclio prevalecido, o mundo moderno teria  mudado a ponto de ser irreconhecível.»